# Motobi
Motobi fue un fabricante italiano de motocicletas en producción entre 1950 y 1977. La marca fue revivida por la empresa austriaca Michael Leeb Trading GmbH en asociación con Demharter GmbH en 2010. Desde 2010, además de la línea de ventas, la marca patrocina el equipo de carreras de motocicletas JiR en el Gran Premio de motociclismo Moto2.

## Primeros años

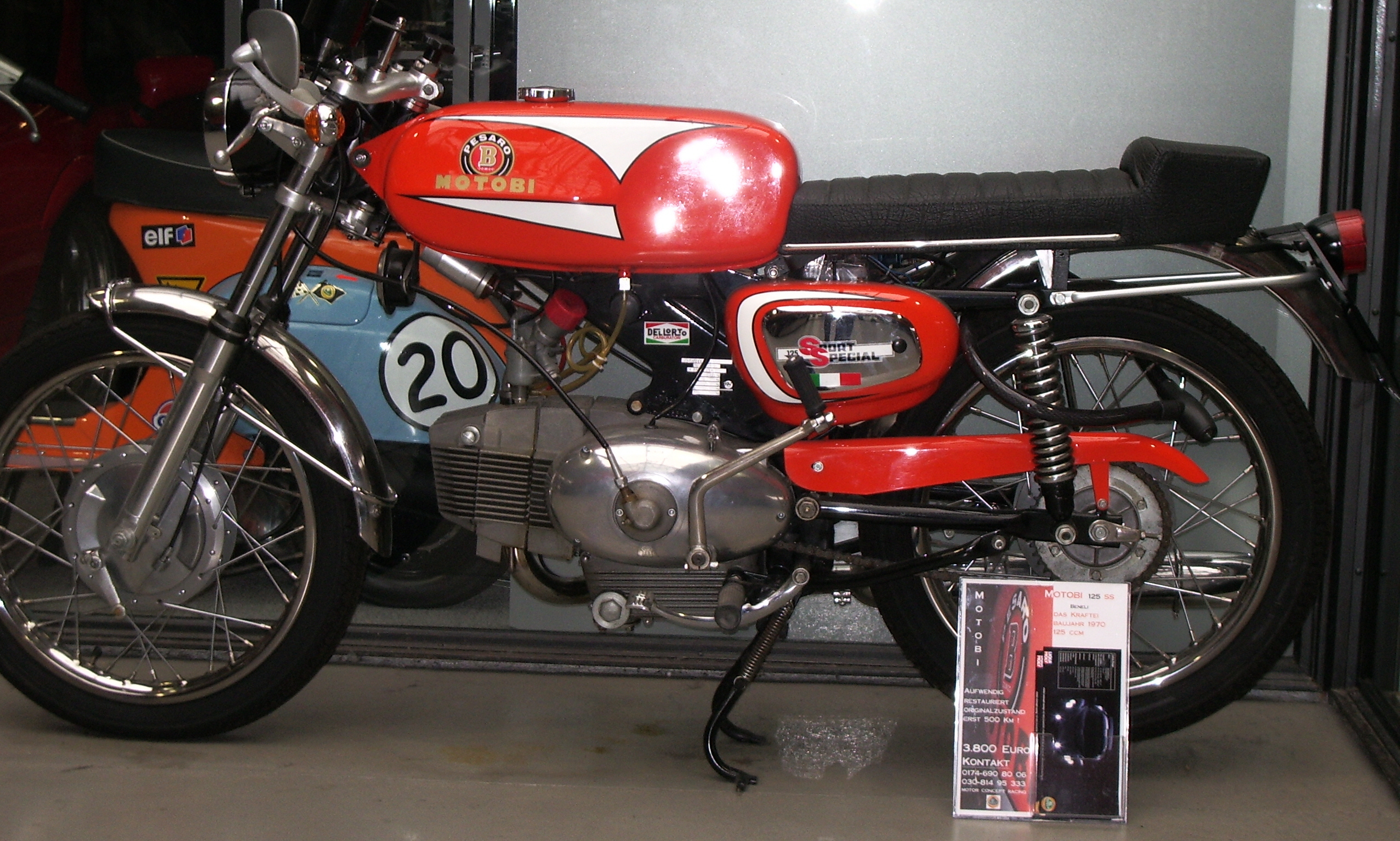
1970 Motobi 125cc Sport Special

Motobi nació en Pesaro, Italia en 1949, por Giuseppe Benelli, inicialmente comercializando bajo el nombre de Moto 'B' Pesaro. Esto se acortó a Motobi en la década de 1950. 
Después de un desacuerdo familiar en 1948, Giuseppe Benelli, uno de los seis hermanos e ingeniero de talento, decidió seguir su propio camino. Se quedó en Pesaro, pero se mudó a locales separados. Giuseppe lanzó la marca Moto 'B' que vende pequeñas motocicletas y scooters de dos tiempos. En 1953, Motobi introdujo un gemelo horizontal de dos tiempos de 200cc llamada B200 Spring Lasting. Su innovador marco de acero prensado y su diseño de cilindros horizontales se convirtieron en la marca registrada para muchas futuras motos Motobi. El motor B200 era una unidad de aspecto limpio, aerodinámico y muy moderno, que pronto recibió el apodo de "huevo" por su forma distintiva. 
Giuseppe y sus hijos Luigi y Marco continuaron trabajando para mejorar los productos de Motobi, e imaginaron una variante de cuatro tiempos y un solo cilindro del B200. A fines de 1955, el cilindro doble B200 de dos tiempos fue abandonado por completo, y se introdujeron dos nuevos modelos diferentes, ambos llamados "Catria", uno a 125cc y el otro a 175cc. Ambos eran sencillos de cuatro tiempos y cuatro velocidades, diseñados por el ingeniero independiente Piero Prampolini. Estos singles mejorados se convirtieron en el foco de la producción de Motobi, superando por un año la Quimera de 175cc de Moto Aermacchi (que tenía una configuración de motor de un solo cilindro horizontal similar). 
Poco después, Giuseppe Benelli murió, dejando la compañía en manos de sus dos herederos. Una vez a cargo de la compañía, contrataron a un joven excorredor y sintonizador llamado Primo Zanzani para desarrollar la nueva máquina Catria en una máquina de carreras de fábrica. Las carreras italianas semiprofesionales de carretera (llamadas MSDS para Moto Sportive Derivate dalla Serie) y las carreras de escalada en carretera eran populares, y la pequeña y dura moto pronto se ganó una reputación entre los ciclistas italianos, que lo llamaron el "huevo de poder". Las calcomanías brillantes que alaban los campeonatos de carreras de Motobi comenzaron a aparecer en los tanques de gasolina de las motos pequeñas, cada versión más colorida que la anterior. En Estados Unidos, donde la economía de la era Eisenhower era buena, las ventas de motocicletas y otros productos de ocio estaban en auge. La compañía Benelli vio la oportunidad en el Nuevo Mundo, y también justo al lado, bajo el techo de su primo pequeño, Motobi. Motobi fue adquirida por la compañía Benelli más grande en 1962, un movimiento que no solo reuniría a la familia bajo el nombre de Gruppo Benelli-Motobi, sino que también aumentaría la fuerza laboral a alrededor de 550 empleados y aumentaría la producción a unas notables 300 máquinas por día. . Muchas de estas máquinas se exportaron a los Estados Unidos con los modelos Benelli.